# Kościół św. Moniki w Rzymie
Kościół św. Moniki w Rzymie (wł. Santa Monica degli Agostiniani) – rzymskokatolicka kaplica zakonu augustianów położona przy Piazza del Sant'Uffizio 8 w rione Borgo w Rzymie. Wzniesiona w 1941 roku w stylu racjonalistycznym, należy do zakonu augustianów i stanowi część kompleksu Collegio Santa Monica – głównego domu formacyjnego zakonu w Rzymie.

## Historia
Kaplica została zaprojektowana przez Giuseppe Momo w 1940 roku, a jej budowę ukończył Silvio Galizia w roku 1941. Należy do zakonu augustianów i przez dekady służyła jako kaplica zakonna oraz miejsce formacji.
W dniu 19 czerwca 1982 roku kaplica była miejscem święceń kapłańskich Roberta Francisa Prevosta, późniejszego kardynała i papieża Leona XIV.

## Status diakonii
30 września 2023 roku Santa Monica została ustanowiona oficjalną diakonią kardynalską pod nazwą S. Monica. Pierwszym kardynałem-protektorem został Robert Francis Prevost, członek zakonu augustianów i prefekt Dykasterii ds. Biskupów.

## Architektura i wystrój
Kaplica została wzniesiona w stylu racjonalistycznym, charakterystycznym dla włoskiej architektury sakralnej początku XX wieku. W 2007 roku do wnętrza dodano mozaikę Elia con la vedova e il figlioletto autorstwa Marka Ivana Rupnika.